# Kotasaari (ö i Södra Savolax, S:t Michel, lat 61,91, long 27,25)
Kotasaari är en ö i Finland. Den ligger i sjön Hietajärvi och i kommunen Sankt Michel i den ekonomiska regionen  S:t Michel och landskapet Södra Savolax, i den södra delen av landet, 230 km nordost om huvudstaden Helsingfors. Öns area är 1,2 hektar och dess största längd är 190 meter i nord-sydlig riktning.